# Pomnik Adama Mickiewicza w Kluczborku
Pomnik Adama Mickiewicza w Kluczborku – pomnik znajdujący się w Kluczborku

## Historia
Autorem pomnika jest rzeźbiarz, Edmund Halek. Pomnik wykonany w kamieniu odsłonięto w 1965 roku. Do 1995 roku stał na placu Niepodległości, obok urzędu miejskiego i zamku, będącego dzisiaj siedzibą kluczborskiego muzeum. Ze względu na budowę dużego skrzyżowania przeniesiono go na skwer przed Zespołem Szkół Ogólnokształcących im. Adama Mickiewicza. W 2020 roku pracownicy Miejskiego Zarządu Obiektów Komunalnych na zlecenie szkoły oczyścili pomnik z zielonego nalotu.